# دوك سادلر
دوك سادلر (بالإنجليزية: Doc Sadler)‏ هو مدرب كرة سلة أمريكي، ولد في 12 يونيو 1960 في غرينوود في الولايات المتحدة.

## روابط خارجية
- دوك سادلر على موقع كلية كرة السلة في سبورتس رفرنس.كوم (الإنجليزية)